# Ladies and Gentlemen
Ladies and Gentlemen (deutsch Damen und Herren) ist eine englischsprachige Anrede und eine Zwillingsformel, die seit dem 19. Jahrhundert im Bereich der Unterhaltung und des Sports verwendet wird. Die Anrede unterscheidet sich von den meisten geschlechtsspezifischen Zwillingsformeln der englischen Sprache, bei denen der männliche Begriff in der Regel vor dem weiblichen steht. Vor dem 19. Jahrhundert waren die Begriffe „gentil men and ladies“ und „gentlemen and ladies“ gebräuchlicher, während im späten 18. Jahrhundert langsam „ladies and gentlemen“ häufiger vorkam, unter anderem im Oxford English Dictionary.
Seit den 1950er Jahren sind Zwillingsformeln mit männlichem Anfang weniger strikt festgelegt. Die Verwendung von Zwillingsformeln mit weiblichem Anfang hat auch zugenommen. Eine klare Ordnung bei geschlechtsspezifischen Zwillingsformeln wurde zunehmend aufgelöst.